# Molossus currentium
Molossus currentium är en fladdermusart som beskrevs av Thomas 1900. Molossus currentium ingår i släktet Molossus och familjen veckläppade fladdermöss.
Inga underarter finns listade i Catalogue of Life. Wilson & Reeder (2005) skiljer mellan tre underarter.
Denna fladdermus förekommer med två från varandra skilda populationer i Central- och Sydamerika. Den första från Guatemala till Ecuador, Colombia och Venezuela. Den andra från västra Brasilien över Paraguay och Uruguay till norra Argentina. Habitatet utgörs av regnskogar och andra skogar. Arten äter insekter.